# Placida Mirolho
Placida Mirolho (ur. 1986) – reprezentująca Gwineę Bissau lekkoatletka, specjalizująca się w skoku wzwyż, skoku o tyczce oraz trójskoku.

## Rekordy życiowe
- skok wzwyż – 1,61 (2003) rekord Gwinei Bissau (wyrównany rezultat Sandry Turpin z 1990)[1]
- skok o tyczce – 2,55 (2003) rekord Gwinei Bissau[2]
- skok wzwyż (hala) – 1,57 (2004) rekord Gwinei Bissau[3]
- skok o tyczce (hala) – 2,30 (2002) rekord Gwinei Bissau[4]
- trójskok – 11,22 (2004) rekord Gwinei Bissau[5]